# رستگاری (رمان)
رستگاری (انگلیسی: Redemption) رمانی است نوشتهٔ هاوارد فاست نویسندهٔ آمریکایی که در سال ۱۹۹۹ منتشر گردید. کتاب، ماجرایی از رستگاری عاشقانه و درامی حقوقی را به تصویر می‌کشد، آیک گولدمن یک استاد بازنشستهٔ قدیمی است که در جریان ماجرایی عاشقی با یک زن به نام الیزابت گرفتار می‌شود، با قتل شوهر سابق الیزابت داستان وارد مرحله‌ای تازه و پیچیده در جهت شناسایی قاتل می‌گردد، این کتاب توسط انتشارات هارکورت بریس و شرکا منتشر گردید.